# Veruno
Veruno es una localidad y comune italiana de la provincia de Novara, región de Piamonte, con 1.576 habitantes.

## Evolución demográfica
| Gráfica de evolución demográfica de Veruno entre 1861 y 2001 |
|                                                              |
| Fuente ISTAT - elaboración gráfica de Wikipedia              |